# 1903 ve fotografii

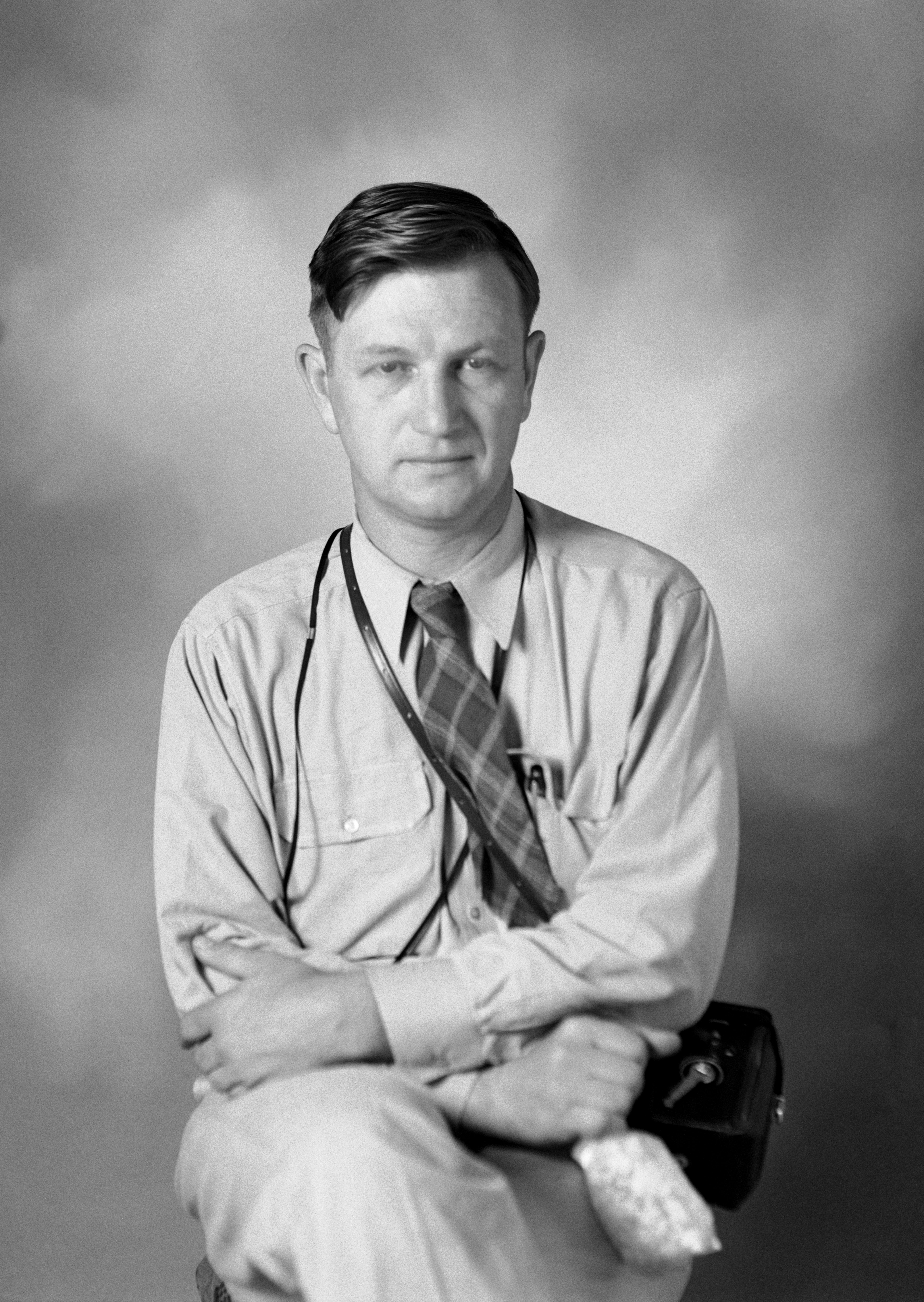
V roce 1903 se narodil Russell Lee

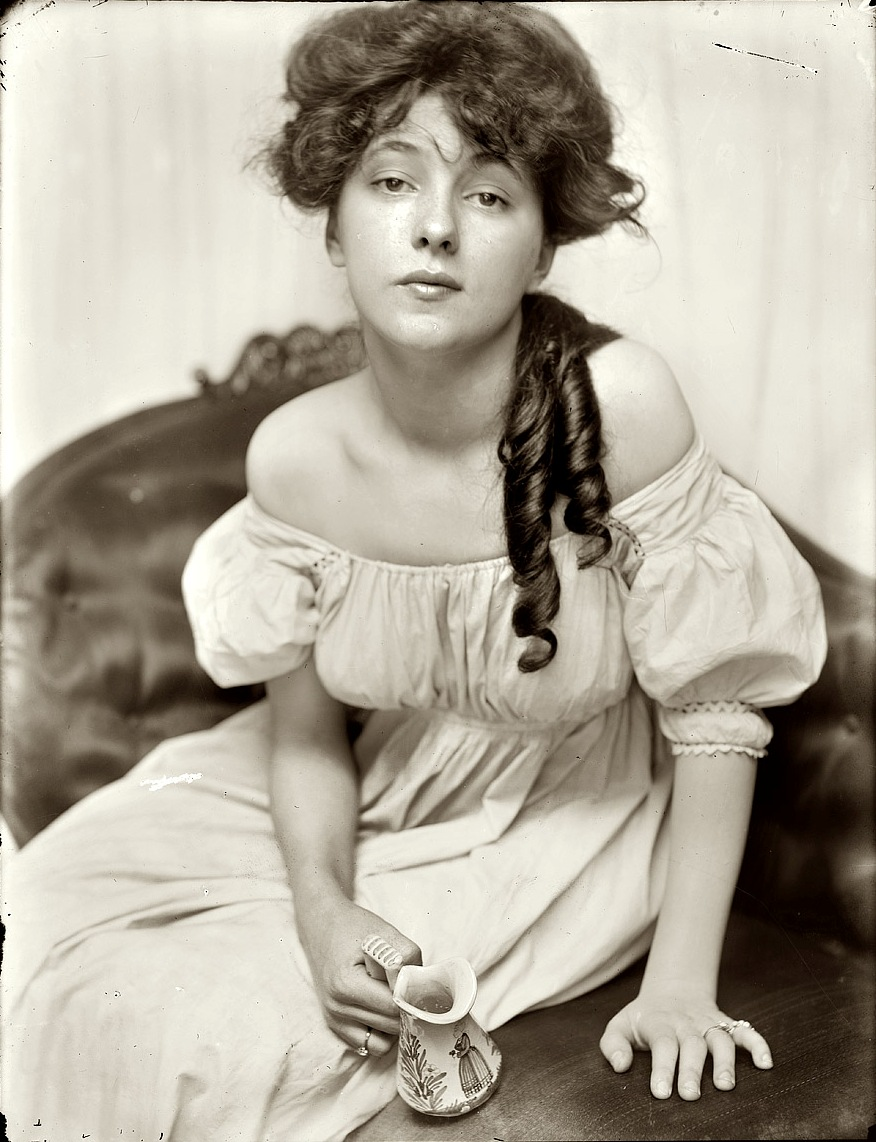
Gertrude Käsebierová: portrét Evelyny Nesbitové, 1903

Tento článek obsahuje významné fotografické události v roce 1903.

## Narození v roce 1903
- 21. ledna – Karel Egermeier, francouzský fotograf narozený v Čechách († 30. června 1991)
- 26. ledna – Émile Savitry, francouzský fotograf († 30. října 1967)
- 28. ledna – Lotte Stam-Beese, německá fotografka, architektka a urbanistka. Podílela se na rekonstrukci Rotterdamu po druhé světové válce. († 18. listopadu 1988)
- 20. února – Ella Maillart, švýcarská cestovatelka, fotografka a sportovkyně († 27. března 1997)
- 2. března – Boris Orel, slovinský fotograf a etnolog († 5. února 1962)
- 1. dubna – Jackie Martinová, americká fotoreportérka, novinová a sportovní redaktorka, umělecká ředitelka a obrazová redaktorka metropolitních novin, fotografovala pro Bílý dům († 15. prosince 1969)
- 4. července – Rudolf Breslauer, německý fotograf a kameraman židovského původu († 28. února 1945)
- 25. července – Wanda Wulzová, italská experimentální fotografka, portréty hudebníků, tanečníků a herců v Terstu († 16. dubna 1984)
- 26. července – Louis Balsan, francouzský archeolog, speleolog a fotograf († 8. dubna 1988)
- 1. září – Florence Owens Thompsonová, americká fotografka († 16. září 1983)
- 20. září – Gertrud Arndt, německá fotografka a textilní designérka spolupracující s uměleckým uskupením Bauhaus, známá díky autoportrétům kolem roku 1930, průkopnice ženského autoportrétu († 10. července 2000)
- 1. října  – Josef Tetínek, český malíř, grafik, výtvarník a fotograf († 12. prosince 1978)
- 7. října – Herbert List, německý fotograf († 4. dubna 1975)
- 13. října – Božidar Karastojanov, bulharský fotograf a umělec († 18. září 1956)
- 15. října – Otto Bettmann, zakladatel Bettmann Archive († 3. května 1998)
- 3. listopadu – Walker Evans, americký fotograf († 10. dubna 1975)
- 7. listopadu – Alexandr Ivanovič Brodskij, sovětský fotograf a novinář, fotožurnalista († 29. dubna 1984)
- 9. listopadu – Eugène Henri Cordier, francouzský fotograf († 27. září 2001)
- 18. listopadu – Vladimír Rýpar, český novinář a fotograf († 3. října 1969)
- ? – Clem Albers, americký fotograf († říjen 1991)
- ? – Russell Lee, americký fotožurnalista († 1986)
- ? – Ruth Harriet Louise, americká profesionální fotografka († 1940)
- ? – Carolina Cárdenas Núñezová, kolumbijská kreslířka, malířka, fotografka a keramička, průkopnice moderního umění v Kolumbii († 1. dubna 1936)
- ? – Whitey Schafer, americký fotograf známý svými pin-up a glamour fotografiemi († 31. srpna 1951)

## Úmrtí v roce 1903
- 5. února – William Shew, americký fotograf (* 1820)
- 9. března – Edward Raymond Turner, anglický fotograf a vynálezce barevného videofilmu (* 1873)
- 23. března – Maurits Verveer, nizozemský malíř a fotograf (* 7. května 1817)
- 12. května – Hans Watzek (* 20. prosince 1848)
- 10. června – Ohannes Kurkdjian, arménský fotograf se sídlem v Jerevanu, Tbilisi, Singapuru a poté v Surabaji během éry Nizozemské východní Indie (* 1851)
- 23. června – Edward Livingston Wilson, americký fotograf (* 1838)
- 11. července – Fitz W. Guerin, americký fotograf (* 17. března 1846)
- 31. října – Humphrey Lloyd Hime, irsko-kanadský fotograf, zeměměřič, obchodník a politik (* 17. září 1833)
- 27. listopadu – Émile Schweitzer, francouzský fotograf (*24. července 1837)
- 4. prosince – Johannes Gerhardus Kramer, nizozemský fotograf (* 10. prosince 1845)
- 8. prosince – Edvard Skari, norský malíř marin a fotograf (* 9. června 1839)
- 11. prosince – Heinrich Tønnies (* 10. května 1825)
- 27. prosince – Georges Penabert, francouzský fotograf působící v Paříži, New Yorku, Filadelfii, Madridu a na Kubě (* 23. dubna 1825)
- ? – Pietro Marubi, albánský malíř a fotograf narozený v Itálii (* 1834)
- ? – George C. Cox, americký fotograf (* 1851)
- ? – Carlos Díaz Escudero, chilský fotograf a malíř, spolu s fotografem Eduardem Cliffordem Spencerem doprovázeli chilskou armádu v jejích vojenských taženích během války v Pacifiku (* 1833)